# Tintín en el Congo
Tintín en el Congo (original y en francés: Tintin au Congo) es el segundo álbum de Las aventuras de Tintín, la serie de cómics del dibujante belga Hergé. Encargado por el diario belga Le Vingtième Siècle para publicarlo en su suplemento infantil Le Petit Vingtième, fue publicado semanalmente desde mayo de 1930 a junio de 1931, antes de ser publicado en un volumen recogido por Éditions de Petit Vingtième en 1931. La historia narra las aventuras del joven periodista belga Tintín y su perro Milú, que son enviados al Congo Belga para informar sobre los acontecimientos del país. En medio de varios encuentros con el pueblo congoleño nativo y varios animales salvajes, Tintín descubre una operación criminal de contrabando de diamantes dirigida por el gánster estadounidense Al Capone.
A raíz de Tintín en el país de los Soviets y reforzada por trucos publicitarios, Tintín en el Congo fue un éxito comercial en Bélgica y también fue publicado en Francia. Hergé continuó Las aventuras de Tintín con Tintín en América en 1932, y la serie se convirtió posteriormente en una parte definitoria de la tradición de cómic franco-belga. En 1946, Hergé redibujó y coloreó Tintín en el Congo en su distintivo estilo ligne-claire para su republicación por Casterman, con más alteraciones hechas a petición de su editor escandinavo para una edición de 1975.

## Argumento
El reportero belga Tintín y su perro Milú viajan al Congo Belga, donde una multitud de nativos congoleños les recibe. Tintín contrata a un niño nativo, Coco, para ayudarle en sus viajes, y poco después, Tintín rescata a Milú de las fauces de un cocodrilo. Un polizón criminal intenta matar a Tintín, pero unos monos tiran cocos al polizón hasta dejarlo inconsciente. Poco después, un mono secuestra a Milú, pero Tintín lo salva.

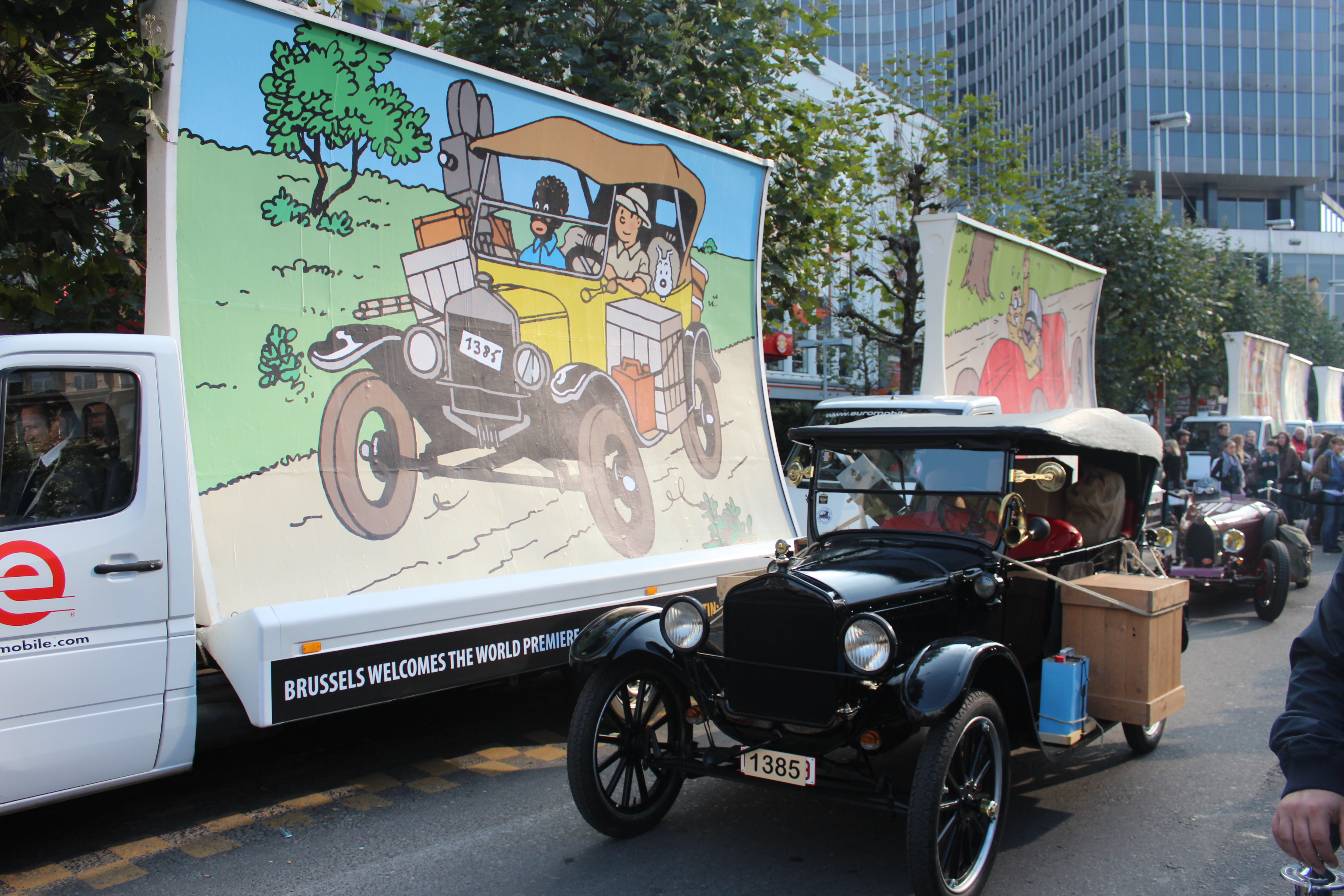
Un Ford T como el que utiliza Tintín en la historia y que aparece en la portada del libro.

A la mañana siguiente, Tintín, Milú, y Coco estrellan su coche contra un tren, que arregla el propio periodista y remolca hasta el pueblo de la tribu Babaorum. Se encuentran con el rey, que lo acompaña en una caza al día siguiente. Un león deja a Tintín inconsciente, pero Milú lo rescata mordiendo su cola. Tintín gana la admiración de los nativos, haciendo que el brujo de los Babaorum, Muganga, se ponga celoso. Cuando cura a un nativo usando quinina, Tintín es aclamado como un Boula Matari («triturador de rocas»). Con la ayuda del polizón, Muganga acusa a Tintín de destruir un ídolo sagrado de la tribu. Los aldeanos, enfurecidos, aprisionan a Tintín, pero luego se vuelven contra Muganga cuando Coco les muestra imágenes de Tintín que había hecho del brujo y el polizón para conspirar y destruir el ídolo. Tintín se convierte en un héroe en el pueblo, y una mujer local se inclina ante él, diciendo: «¡Hombre blanco muy grande! Tiene buenos espíritus... ¡Señor blanco es un gran hombre yuyu!».
Enfurecido, Muganga comienza una guerra entre los Babaorum y sus vecinos, los M'Hatuvu, cuyo rey conduce un ataque contra el pueblo Babaorum. Tintín los salva de sus garras y los M'Hatuvu cesan las hostilidades y vienen a idolatrar a Tintín. Muganga y el polizón traman matar a Tintín y hacen que parezca el ataque de un leopardo, pero Tintín sobrevive y salva a Muganga de una boa constrictor; Muganga suplica clemencia y termina sus hostilidades. El polizón intenta capturar de nuevo a Tintín pero logra volver a salvarse al disfrazarse de misionero católico. Ambos luchan en una cascada y el polizón es comido por los cocodrilos. Después de leer una carta del bolsillo del polizón, Tintín descubre que alguien llamado «A.C.» ha ordenado su eliminación. Tintín captura a un delincuente que intentó encontrarse con el polizón y se entera de que «A.C.» es el famoso gánster estadounidense Al Capone, que está tratando de hacerse con el control de la producción de diamantes de África. Tintín y la policía colonial detienen al resto de la banda de contrabando de diamantes y Tintín y Milú regresan a Bélgica.

## Historia

### Antecedentes y contexto
Georges Remi –más conocido por el pseudónimo de Hergé– fue empleado como editor e ilustrador de Le Petit Vingtième («El Pequeño Veinte»), el suplemento infantil de Le Vingtième Siècle («El siglo Veinte»), un diario belga fuertemente católico conservador con sede en Bruselas, ciudad natal de Hergé. Dirigido por el abate Norbert Wallez, el periódico se describe a sí mismo como «un periódico católico para adoctrinar e informar», con una línea editorial de corte ultraderechista y fascista. De acuerdo con el productor televisivo y novelista Harry Thompson, tales ideas políticas eran comunes en Bélgica en ese momento y el medio de Hergé fue impregnado con ideas conservadoras que giraban alrededor del «patriotismo, el catolicismo, la estricta moralidad, la disciplina y la ingenuidad».
| «Tanto en Tintín en el Congo como en El país de los Soviets, el hecho es que yo estaba ya harto de los prejuicios de la sociedad burguesa en la que me movía... Era 1930. Sólo sabía cosas sobre estos países de lo que decían las personas en ese momento: "los africanos son niños grandes... ¡Gracias a Dios que estábamos allí!" etc, y yo retraté a aquellos africanos de acuerdo a tales criterios, en el espíritu puramente paternalista que existía entonces en Bélgica». --Hergé, hablando a Numa Sadoul. |

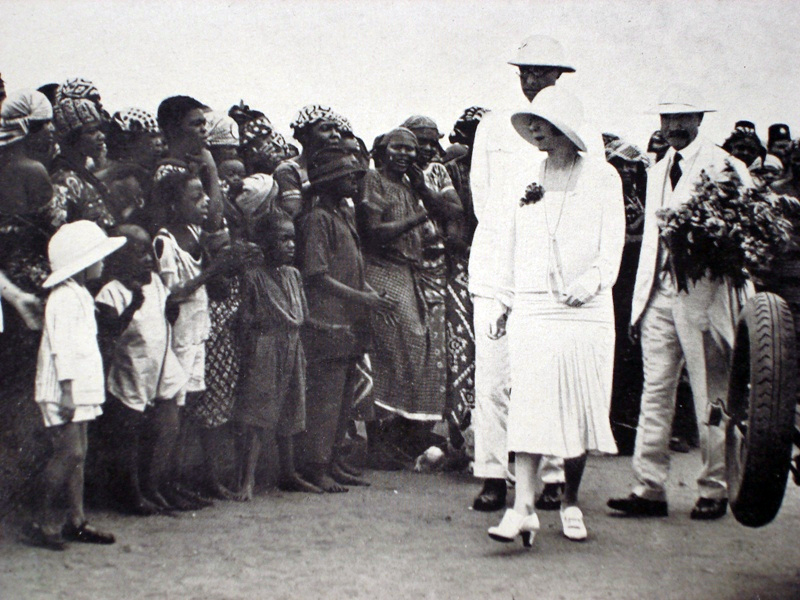
Imagen de la visita oficial del rey belga Alberto y la reina Isabel, que inspeccionan la base militar de Léopoldville en 1928.

En 1929 comenzó Hergé Las aventuras de Tintín, tira cómica de Le Petit Vingtième, una serie sobre las hazañas de un periodista ficticio belga llamado Tintín. Tras el éxito de Tintín en el país de los Soviets, serializado semanalmente en Le Petit Vingtième desde enero de 1929 hasta mayo de 1930, Hergé quería enviar a Tintín a los Estados Unidos. Wallez insistió en escribir una historia situada en el Congo Belga, entonces una colonia belga, y hoy República Democrática del Congo. Los niños belgas aprendían sobre el Congo en la escuela y Wallez esperaba estimular el celo colonial y misionero en su número de lectores. Se cree que la administración colonial belga necesitaba cierta promoción en un momento en que «estaban todavía bastante frescos» los recuerdos de la visita de 1928 a la colonia por el rey belga Alberto y la reina Isabel. También esperaba que algunos de sus lectores se viesen influidos y quisiesen trabajar en el Congo.
Hergé caracterizó las instrucciones de Wallez de manera sarcástica, diciendo que Wallez se refiere al Congo como «nuestra hermosa colonia que tiene gran necesidad de nosotros, tarantara, tarantaraboom». Él ya tenía cierta experiencia en ilustrar escenas del Congo; tres años antes, Hergé había proporcionado dos ilustraciones para el periódico que aparecieron en un artículo que celebraba el cincuenta aniversario de la expedición de Henry Morton Stanley en el Congo. En una de ellas, Hergé representa a un congoleño natal haciendo una reverencia ante un europeo, escena que se repite en Tintín en el Congo.
Al igual que en Tintín en el país de los Soviets, donde Hergé había basado su información sobre la Unión Soviética casi en su totalidad en una sola fuente, en Tintín en el Congo utiliza material de fuente limitada para aprender sobre el país y su gente. Se basa, en gran parte, en la literatura escrita por los misioneros, con el único elemento añadido el de los contrabandistas de diamantes, posiblemente adoptado de los seriales de tipo Jungle Jim. Hergé visitó el Museo Colonial de Tervuren, examinando sus colecciones etnográficas de artefactos congoleños, incluidos los trajes de los hombres leopardo. Adoptó las escenas de caza de la novela de André Maurois El silencio de coronel Bramble, mientras que sus dibujos de animales fueron inspirados por las impresiones de Benjamin Rabier. Hergé también escuchó cuentos coloniales de algunos de sus colegas que habían estado allí, pero no le gustaron sus historias y más tarde aseguró: «No me gustan los colonos, que vuelven para presumir de sus hazañas. Pero tampoco pude evitar ver a los negros como niños grandes».

### Publicación original (1930–31)
Tintín en el Congo fue publicado bajo el título original en francés Tintin au Congo en Le Petit Vingtième desde el 5 de mayo de 1930 al 11 de junio de 1931, distribuida con el diario católico francés Cœurs Vaillants. Dibujado en blanco y negro, se siguió la misma fórmula empleada en El país de los Soviets, que queda «esencialmente sin argumento», según Michael Farr, y que consiste, en gran medida, en eventos no relacionados que Hergé improvisaba cada semana. Hergé comentó más adelante, en el proceso de escribir estas primeras aventuras, que «El Petit Vingtième salía el miércoles por la noche y yo, a menudo, no tenía ni idea, en la mañana del miércoles, de cómo iba a conseguir Tintín salir del aprieto que me había puesto en la semana anterior». El estilo visual de la tira fue similar al de El país de los Soviets. En la primera entrega de Tintín en el Congo, Hergé incluyó a Quique y Flupi, dos chicos jóvenes de Bruselas a quien había introducido recientemente en otra tira cómica de Le Petit Vingtième, entre la multitud de gente que dice adiós a Tintín.
Como en El país de los Soviets, Tintín en el Congo fue muy popular en Bélgica. En la tarde del 9 de julio de 1931, Wallez repitió el truco publicitario que había usado cuando los soviéticos terminaron por tener un joven actor, Henry de Doncker, se vistió como Tintín en el engranaje colonial y apareció en Bruselas y luego en Lieja, acompañado por diez portadores africanos y una variedad de animales exóticos a sueldo de un zoológico. Coorganizado con el Bon Marché, el evento atrajo a 5 000 espectadores en Bruselas. En 1931, Éditions de Petit Vingtième recogió la historia en un solo volumen, y Casterman publicó una segunda edición en 1937. En 1944 el libro había sido reimpreso siete veces y había vendido más que cada uno de los otros siete libros de la serie. El éxito de la serie llevó a Wallez a renegociar el contrato de Hergé, dándole un salario más alto y el derecho a trabajar desde casa.

### Segunda versión (1946)
En la década de 1940, después de que la popularidad de Hergé aumentase, el dibujante belga volvió a diseñar muchas de las historietas de Tintín del blanco y negro original a color, utilizando el estilo de dibujo ligne claire que él había desarrollado, a fin de disponer en forma visual de las nueva Aventuras de Tintín que había producido. Hergé hizo por primera vez algunos cambios en esta dirección en 1940, cuando la historia fue serializada en el diario en flamenco Het Laatste Nieuws.
Tras sugerencias de Casterman, Tintín en el Congo fue posteriormente redibujado por completo y la nueva versión se publicó en 1946. Como parte de esta modificación, Hergé acortó el total de páginas de 110 hojas a las 62 páginas estándar, según lo sugerido por el editor Casterman. También hizo varios cambios a la historia, cortando muchas de las referencias a Bélgica y el dominio colonial. Por ejemplo, en la escena en la que Tintín enseña a los niños de la escuela congoleña sobre geografía, afirma en la versión original: «mis queridos amigos, hoy voy a hablarles sobre su país: Bélgica», mientras que en la versión de 1946 en lugar de eso les da una lección de matemáticas. Hergé también cambió el carácter de Jimmy MacDuff, el dueño del leopardo que ataca a Tintín, de un empresario negro del Gran Circo Americano a uno blanco «proveedor de los zoológicos más grandes de Europa».
En la versión en color de 1946, Hergé añadió una pequeña aparición de Hernández y Fernández, los dos detectives que había introducido en el cuarto álbum de Tintín, Los cigarros del faraón (1932–34), que fue creado cronológicamente después de la aventura congoleña. Añadiéndolos a la primera página, Hergé les sitúa en el telón de fondo, ven a una multitud que rodeaba a Tintín mientras sube a un tren y comentan que «parece ser un joven periodista que viaja a África ...» En la misma viñeta, Hergé inserta representaciones de sí mismo y su amigo Edgar P. Jacobs (colorista del libro) en la multitud que ve partir a Tintín.

### Versiones posteriores
Cuando Tintín en el Congo fue lanzado por primera vez por los editores escandinavos de la serie en 1975, se opusieron a la página 56, donde Tintín perfora un agujero en un rinoceronte vivo, lo llena de dinamita y lo hace estallar. Le pidieron a Hergé que reemplazase esta página con una escena menos violenta, que a su juicio sería más adecuado para los niños. Hergé estuvo de acuerdo, ya que lamentó las escenas de caza mayor en la obra poco después de su producción. La página alterada del incidente del rinoceronte resultó en que el animal huye ileso después de golpear accidentalmente y disparar la pistola de Tintín.
A pesar de que los editores de todo el mundo habían puesto la historieta a disposición por muchos años, los editores ingleses se negaron a publicar Tintín en el Congo debido a su contenido racista. A finales de 1980, Nick Rodwell, agente de Estudios Hergé en el Reino Unido, dijo a la prensa su intención de publicar finalmente el libro en inglés y manifestó su creencia de que la publicación de la edición original en blanco y negro de 1931 causaría menos controversia que la versión en color de 1946. Después de más retrasos, en 1991, sesenta años después de su publicación original de 1931, fue la última de las aventuras de Tintín que fue publicada en inglés. La versión en color de 1946 apareció en inglés en 2005, publicada por Egmont.

## Acogida de la crítica
Pierre Assouline, biógrafo de Hergé, aseguró que los dibujos de Hergé se hicieron más seguros a lo largo de la primera versión de la historia sin perder nada de su espontaneidad. Pensó que la historia comenzó «de la forma más inofensiva», y que a lo largo de la historia de Tintín fue retratado como un boy scout, algo que argumentó reflejaba una «deuda moral» de Hergé con el abate Wallez. El biógrafo Benoît Peeters opinó que Tintín en el Congo no era «nada espectacular», con algunos monólogos «muy engorrosos», pero pensó que las ilustraciones «estaban un poco más pulidas» que en El país de los Soviets. Consideró la trama como «extremadamente simple» y pensó que el personaje de Tintín era como un niño manipulando un mundo poblado por animales de juguete y figuras de plomo. Michael Farr consideró que, a diferencia de la anterior aventura de Tintín, al final emerge cierto argumento en la historia con la introducción del contrabando de diamantes de América. Philippe Goddin pensó que el libro era «más emocionante» que El país de los Soviets y argumentó que la representación de Hergé de los congoleños nativos no era una burla sino una parodia de los ejércitos europeos del pasado. Por el contrario, Harry Thompson cree que «Tintín en el Congo es casi una regresión de El país de los Soviets» y, en su opinión, no tiene ninguna trama o caracterización; lo describió como «probablemente el más infantil de todos los libros de Tintín». Simon Kuper del Financial Times critica tanto El país de los Soviets como Tintín en el Congo como «la peor» de las aventuras, «mal dibujada» y «sin apenas argumento».
Farr vio la versión en color de 1946 como más pobre aún que el original en blanco y negro. Dijo que había perdido su «vitalidad» y «atmósfera», y que la nueva representación del paisaje congoleño fue poco convincente y más como un zoológico europeo que las «extensiones resecas y polvorientas de la realidad». Peeters tomó una actitud más positiva hacia la versión de 1946, al comentar que contenía «mejoras estéticas» y «claridad en la composición» por el desarrollo personal de Hergé en el dibujo, así como una mejora en los diálogos, que se habían convertido en «más amenos y fluidos».
En su estudio psicoanalítico de la serie, Jean-Marie Apostolidès destacó que en la aventura congoleña, Tintín representa el progreso y el estado belga fue un modelo a imitar para los nativos. De este modo, argumentó, que podrían llegar a ser más europeos y, por lo tanto, civilizados desde el punto de vista de la sociedad belga, pero que en lugar de eso terminó apareciendo como parodias. Al opinar que Tintín estaba imponiendo su propia visión de África a los congoleños, Apostolidès remarcó que Tintín apareció como una figura divina, con alusiones evangélicas en la escena final. El crítico literario Tom McCarthy coincidió en que Tintín representaba al Estado belga, pero también sugirió que actuó como un misionero cristiano, «aun siendo una especie de dios», similar al personaje de Kurtz en El corazón de las tinieblas (1899) de Joseph Conrad. McCarthy comparó la escena en la que Tintín expone a Muganga como un fraude a aquel en el que el personaje de Próspero expone al mago en La tempestad de William Shakespeare.

## Controversias

### Racismo

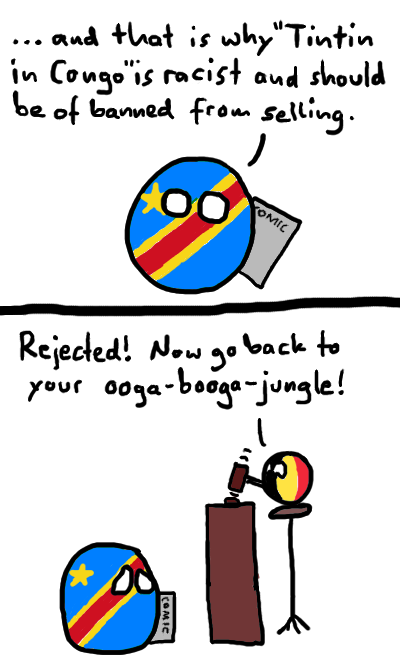
Tira cómica que apareció en Polandball sobre la ausencia de racismo en Tintín en el Congo.

A finales del siglo XX y principios del XXI, varios activistas y escritores describieron Tintín en el Congo como racista debido a su representación de los congoleños como infantiles y estúpidos. De acuerdo con Tom McCarthy, Hergé representa a los nativos congoleños como «buenos de corazón, pero retrógrados y perezosos, que necesitan de las enseñanzas de los europeos». No hubo tanta controversia cuando se publicó originalmente, ya que solo estaba siguiendo el viento del cambio y la descolonización, que se produjeron durante los años 1950 y 1960, cuando las actitudes occidentales hacia los africanos indígenas cambiaron. Harry Thompson argumentó que uno debe ver Tintín en el Congo en el contexto de la sociedad europea de la época de entreguerras, ya que Hergé no había escrito el libro para ser «deliberadamente racista». Thompson argumentó que reflejaba la opinión del ciudadano medio belga sobre los congoleños en ese momento, una visión que era más «paternalista» que malévola. Jean-Marie Apostolidès apoyó esta idea, al igual que el biógrafo Benoît Peeters, quien afirmó que «Hergé no era más racista que el vecino». Después de conocer a Hergé en la década de 1980, Farr, comentó que «no podría haber conocido a una persona más abierta y menos racista».
En cambio, el biógrafo Pierre Assouline declaró que en la Bélgica de 1930, Hergé habría tenido acceso a la literatura de la talla de André Gide y Albert Londres, que era crítico con el régimen colonial. Assouline afirmó que Hergé en su lugar optó por no leer esos informes, ya que entraban en conflicto con las opiniones de su medio conservador. Laurence Grove –presidente de la Sociedad Internacional del Cómic y académico de la Universidad de Glasgow– estuvo de acuerdo, señalando que Hergé se adhirió a la prevaleciente tendencia social en su trabajo, y que «cuando estaba de moda ser racista colonial, eso es lo que era». El historiador Mark McKinney señaló que otros artistas del cómic franco-belga del mismo período habían elegido para representar los nativos africanos en un ambiente más favorable, citando los ejemplos de Jijé en 1939 Blondin et Cirage, donde los protagonistas son adoptados como hermanos, uno blanco y otro negro, y Tif et Tondu, que fue serializado en Spirou desde 1939 a 1940 en el que los congoleños ayudan a los belgas contra sus enemigos estadounidenses.
Farr y McCarthy afirmaron que Tintín en el Congo fue la aventura más popular de Tintín en el África francófona. Según Thompson, el libro sigue siendo muy popular en el Congo, incluso después de que el país lograse la independencia en 1960. Sin embargo, las autoridades del gobierno de la República Democrática del Congo (RDC) han criticado el libro. En 2004, después de que el ministro de asuntos exteriores belga Karel De Gucht describiese al presidente del gobierno provisional congoleño Joseph Kabila como incompetente, el ministro de información congoleño Henri Mova Sakanyi lo acusó de «racista y nostálgico del colonialismo», señalando que era como «Tintín en el Congo, todo de nuevo». De Gucht se negó a retractarse de su declaración.
En julio de 2007, el abogado británico de derechos humanos David Enright se quejó a la Comisión del Reino Unido para la Igualdad Racial (Commission for Racial Equality, CRE) que se encontró con el libro en la sección infantil de la librería Borders, mientras estaba de compras con su esposa y sus dos hijos. La CRE pidió a las librerías que eliminasen el cómic, señalando que contenía un «prejuicio racial horrible» al describir a los congoleños como «monos y hablan como imbéciles». En respuesta se comprometieron a dejar que sus clientes «tomen la decisión», y finalmente Borders trasladó el libro a un área reservada para las novelas gráficas para adultos. La librería británica Waterstones hizo lo mismo. Otro minorista británica, WHSmith, dijo que el libro se vendió en su sitio web, pero con una etiqueta que se recomienda a los lectores mayores de 16 años. El intento de la CRE de prohibir el libro fue criticado por la política conservadora Ann Widdecombe, quien comentó que la organización tenía cosas más importantes que hacer que regular la disponibilidad de libros históricos para niños. La mediática controversia aumentó el interés en el libro y Borders informó que sus ventas de Tintín en el Congo habían sido impulsadas un cuatro mil por ciento, mientras que también subió a la octava posición en la lista de los más vendidos de Amazon.com. La Editorial Egmont de Reino Unido también respondió a las preocupaciones sobre racismo mediante la colocación de una banda protectora alrededor del libro con una advertencia sobre su contenido y escribió una introducción que describe su contexto histórico.

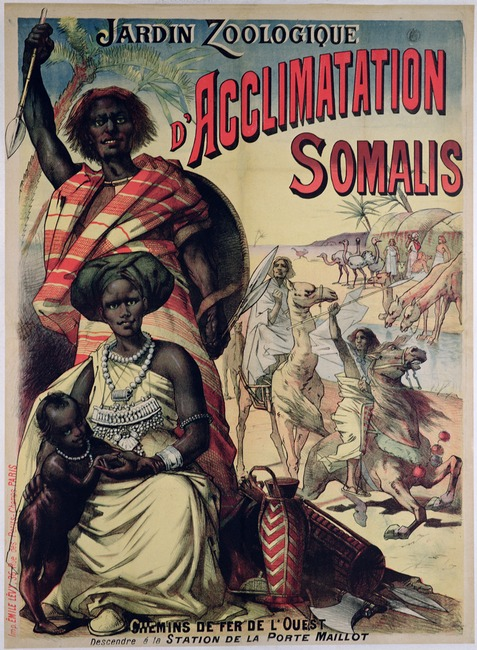
Muchos de los argumentos que defienden que el libro no es racista lo hacen basándose en el contexto histórico y colonial de la época. En la imagen, un póster de 1890 de París que anuncia un zoo humano somalí.

Tintín en el Congo también fue objeto de críticas en los Estados Unidos; en octubre de 2007, en respuesta a una queja de un cliente, la Biblioteca Pública de Brooklyn en la ciudad de Nueva York colocó la novela gráfica en una sala cerrada a la que solo se permitía el acceso con cita previa. Tintín en el Congo se convirtió en parte de un debate en los medios en Suecia después de que el periódico nacional Dagens Nyheter informase de la eliminación de Tintín en el Congo de una biblioteca infantil en la Kulturhuset (la Casa de la Cultura) en Estocolmo en septiembre de 2011. El incidente, conocido como «Tintín-gate», dio lugar a fuertes discusiones en la corriente principal y los medios de comunicación social en relación con las acusaciones de racismo y censura.
En agosto de 2007, el estudiante congoleño Bienvenu Mbutu Mondondo presentó una denuncia en Bruselas, alegando que el libro era un insulto para el pueblo congoleño y pidió su prohibición. Los fiscales investigaron e iniciaron un caso criminal. El asunto fue finalmente trasladado a un tribunal civil en abril de 2010. El estudiante pidió la retirada del álbum por «racista y xenófobo», además de «pura propaganda colonialista». Alain Berenboom, abogado tanto de Moulinsart, la empresa que controla la herencia de Hergé, como de Casterman, el editor del libro, argumentó que la representación del dibujante de los congoleños «no era racismo, sino el paternalismo tipo de esa época». Dijo que la prohibición sentaría un peligroso precedente para la disponibilidad de obras de otros autores históricos, como Charles Dickens o Jules Verne, que contienen estereotipos similares de etnias no blancas. El tribunal dictaminó en febrero de 2012 que el libro no sería prohibido, decidiendo que era «evidente que ni la historia, ni el hecho de que se ha puesto a la venta, tiene el objetivo de crear un entorno intimidatorio, hostil, degradante o humillante», y que, por tanto, no se rompía la legislación belga. Además, los denunciantes, Bienvenu Mbutu Mondondo y el Consejo representativo de las Asociaciones Negras de Francia, fueron condenados a pagar 110 euros como indemnización por los costes del proceso. El Centro por la igualdad de oportunidades de Bélgica advirtió de la «sobrerreacción y la hipercorrección política». Poco después, el sueco-belga Jean-Dadaou Monyas presentó una denuncia similar, que fue apoyada por Afrosvenskarna, un grupo de interés para los suecos de origen africano. La queja al Canciller de Justicia fue rechazada por violaciones de las restricciones de los discursos del odio en la Ley Fundamental sueca sobre libertad de expresión que deben ser presentadas dentro del año de publicación, y la última edición sueca de Tintín en el Congo apareció en 2005.
El escritor de cómics sudafricano Anton Kannemeyer ha parodiado la naturaleza racista percibida del libro para destacar lo que él ve como la continuación de trasfondo racista de la sociedad sudafricana. En su Pappa in Afrika (2010), una sátira de Tintín en el Congo, retrata a Tintín como un afrikáner con actitudes racistas hacia los africanos indígenas.

### Caza y maltrato animal

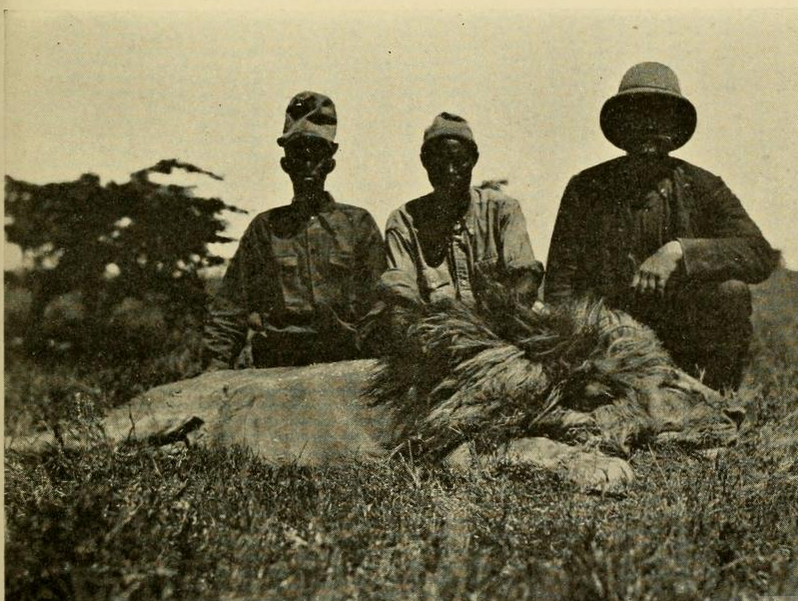
Tintín en el Congo ha sido acusado de promover el maltrato animal. En la imagen, un cazador colonial blanco en Kenia en 1909 con un león abatido y dos kenianos nativos.

Tintín en el Congo muestra a Tintín tomar parte en lo que Michael Farr describió como «la masacre al por mayor y gratuita» de los animales; en el transcurso de la aventura, Tintín dispara a varios antílopes (aunque lo hizo creyendo que era un solo animal y necesitaba dispararle varias veces para que cayera), mata a un mono para llevar su piel, embiste un rifle verticalmente en la boca abierta de un cocodrilo, hiere a un elefante por su marfil, apedrea un búfalo y (en ediciones anteriores) realiza un agujero en un rinoceronte antes de plantar dinamita en su cuerpo para después hacerlo estallar por los aires. Tales escenas reflejan la popularidad de la caza mayor entre los blancos y los visitantes acomodados en el África subsahariana durante la década de 1930. Hergé más tarde se sentiría culpable por su interpretación de los animales en Tintín en el Congo y se convirtió en un firme opositor de los deportes de sangre; cuando escribió Los cigarros del faraón (1934), hizo a Tintín hacerse amigo de una manada de elefantes que vivían en la selva de la India.
Philippe Goddin declaró que la escena en la que Tintín dispara una manada de antílopes «era suficiente para alterar incluso al lector menos ecológico» del siglo XXI. Cuando la India Book House publicó por primera vez el libro en la India en 2006, la rama nacional de Personas por el Trato Ético de los Animales (PETA) emitió una crítica pública y el jefe funcionario Anuradha Sawhney señaló que el libro estaba «lleno de ejemplos que envían un mensaje a los más jóvenes lectores de que es aceptable ser cruel con los animales».

### Pies de página
1. ↑  Boula Matari era el apodo de Henry Morton Stanley, un explorador que trabajó con el rey Leopoldo II para explorar y anexar la región de la cuenca del Congo como una colonia privada, el Estado Libre del Congo, durante el siglo XIX. El estado libre fue anexado por Bélgica en 1908 para formar el Congo Belga.[3]

1. ↑  Los primeros siete álbumes de Tintín promediaron unas 17 000 copias; las ventas de Tintín en el Congo sobrepasaron las 25 000 copias.[24]